# Quách Văn Phẩm
Quách Văn Phẩm (1920-1941) là một nhà cách mạng Việt Nam. Ông từng giữ chức Ủy viên thường vụ Tỉnh ủy Cà Mau, là một trong những nhân vật quan trọng trong cuộc Khởi nghĩa Nam Kỳ năm 1940 tại Cà Mau.

## Thân thế cuộc đời
Quách Văn Phẩm sinh năm 1920 tại ấp Giao Vàm, làng Phong Lạc, tổng Quản Xuyên, tỉnh Bạc Liêu (nay là xã Lợi An, huyện Trần Văn Thời tỉnh Cà Mau). Ông là người con thứ 7 trong gia đình. Cha ông là cụ Quách Văn Cượng và mẹ là cụ Phan Thị Quyên.
Chịu ảnh hưởng lớn từ người anh thứ năm là Quách Văn Lực, một trong những đảng viên Cộng sản đầu tiên tại Cà Mau, ông gia nhập Đảng Cộng sản Đông Dương từ mùa thu năm 1937, hoạt động tích cực chống chính quyền thực dân Pháp, đấu tranh mạnh mẽ cho phong trào độc lập dân tộc. Đến năm 1939, ông được tổ chức cử vào chức vụ Huyện ủy viên quận Cà Mau phụ trách công tác đoàn thể.
Ngày 1 tháng 5 năm 1940, tại Hội nghị Tỉnh ủy ở Tắt Ông Do (nay là xã Đất Mới, huyện Năm Căn, tỉnh Cà Mau), ông Tạ Uyên, Bí thư Xứ ủy Nam Kỳ và ông Phạm Hồng Thám, Ủy viên Thường vụ Liên tỉnh ủy, đồng chủ trì; ông Trần Văn Thời được bầu làm Bí thư Tỉnh ủy. Các ông Trần Văn Phán, Quách Văn Phẩm làm Ủy viên thường vụ.
Để chuẩn bị cho Khởi nghĩa Nam kỳ, ông được tổ chức phân công trực tiếp chỉ đạo khu vực I (gồm Năm Căn và Hòn Khoai cùng các xã lân cận), ông Phan Ngọc Hiển trực tiếp lãnh đạo khởi nghĩa Hòn Khoai. Trong kế hoạch, ông chịu trách nhiệm đón trung đội du kích của Tân Hưng Tây tại Tắt Năm Căn để phối hợp với lực lượng khởi nghĩa Hòn Khoai về tiếp tục đánh chiếm chợ Năm Căn. Ông đã phân công cho ông Bông Văn Dĩa chạy ghe buồm ra Hòn Khoai trao thư, trong đó có cả kế hoạch tỉnh ủy, cho ông Phan Ngọc Hiển và chi bộ công nhân nhà đèn thống nhất hành động vào 9 giờ đêm ngày 13 tháng 12 năm 1940. Tuy nhiên, đến chiều ngày 12 tháng 12 năm 1940, ông nhận được thư của Bí thư Tỉnh ủy Trần Văn Thời đề nghị hoãn lại cuộc khởi nghĩa. Bấy giờ, do chưa thể liên lạc được với tổ chức ở Hòn Khoai, ông sắp xếp ngay công việc về tỉnh ủy để báo cáo tình hình.
Trên đường đi, khi đến Rạch Rẩy (gần rạch Ông Muộn) thì trời sáng, ông bị hội tề phát hiện và vây bắt được lúc chiều ngày 19 tháng 12 năm 1940. Ông bị giam tại Cà Mau một đêm, sau đó bị chính quyền thực dân giải vào khám lớn của tỉnh Bạc Liêu, rồi lên Khám Lớn Sài Gòn. Cùng bị giải lên Khám Lớn Sài Gòn với ông, có các đồng chí khởi nghĩa Hòn Khoai.
Sau 6 tháng giam cầm và bị tra tấn tại Khám Lớn Sài Gòn, ông vẫn không khai báo. Ngày 27 tháng 2 năm 1941, tòa án binh thường trực Sài Gòn đem xử 52 người tham gia Khởi nghĩa Nam kỳ ở Cà Mau – Bạc Liêu. Mười người bị tuyên án tử hình, trong đó có Quách Văn Phẩm. Ngày 12 tháng 7 năm 1941, ông cùng 9 đồng chí của mình bị xử bắn tại sân vận động Cà Mau. Khi xử bắn, ông cùng với các đồng chí bị tử hình cùng hô vang khẩu hiệu "Đả đảo Đế quốc Pháp" và "Việt Nam độc lập muôn năm".

## Vinh danh
Mộ phần của ông và 9 đồng chí được nhà nước Việt Nam quy tập về Nghĩa trang 10 liệt sĩ khởi nghĩa Hòn Khoai tại Khóm 6, phường 9, thành phố Cà Mau, tỉnh Cà Mau, nằm trên tuyến Quốc lộ 63 Cà Mau – Kiên Giang.
Tên ông được chính quyền Việt Nam đặt cho nhiều địa danh, tên đường và tên trường học.